# Krebsia
Krebsia là một chi thực vật có hoa trong họ Đậu.